# 젠만수
젠만수(중국어 정체자: 簡嫚書, 병음: Jian Man-shu, 한자음: 간만서, 1988년 10월 16일 ~ )는 중화민국의 배우, 영화 각본가, 영화 감독이다.